# Coeficient d'endogàmia
El coeficient d'endogàmia o de consanguinitat d'un individu és la probabilitat que dos al·lels en qualsevol locus de l'individu siguin idèntics per descendència d'avantpassat (s) comú(ns) dels dos progenitors.
El coeficient d'endogàmia o consanguinitat és defineix com la probabilitat que dos al·lels en un locus determinat siguin idèntics per descendència, mentre que el coeficient de relació és la proporció de gens que dos individus tenen en comú com a resultat d'una relació de parentiu directa o col·lateral.